# 荒野の貴婦人
『荒野の貴婦人』（こうやのきふじん、原題：Strange Lady in Town）は、1955年アメリカ合衆国の西部劇映画。

## あらすじ
舞台は1879年、ニュー・メキシコ州サンタ・フェの町。当時珍しい女医のジュリアがやってくる。一方、オブライエンは古参の町医者であった。

## スタッフ
- 原作：フランク・バトラー

## キャスト
- ドクター・ジュリア・ウィンスロウ・ガース：グリア・ガースン
- ドクター・ルーク・オブライエン：ダナ・アンドリュース